# Johan van Hohenzollern-Sigmaringen
Johan van Hohenzollern-Sigmaringen (Sigmaringen, 17 augustus 1578 - München, 22 maart 1638) was van 1606 tot 1623 graaf en van 1623 tot aan zijn dood vorst van Hohenzollern-Sigmaringen en van 1634 tot aan zijn dood graaf van Hohenzollern-Haigerloch. Hij behoorde tot het huis Hohenzollern-Sigmaringen.

## Levensloop
Johan was de oudst overlevende zoon van vorst Karel II van Hohenzollern-Sigmaringen en diens eerste echtgenote Euphrosina, dochter van graaf Frederik V van Oettingen-Wallerstein. 
Hij werd in Sigmaringen en Straatsburg opgeleid door privéleraren. Zijn familie wenste dat hij een militaire loopbaan zou volgen, maar dat besloot Johan niet te doen. Wel studeerde hij staats- en rechtswetenschappen aan de Universiteit van Freiburg en aan de Universiteit van Ingolstadt. In deze laatste stad raakte hij bevriend met hertog Maximiliaan I van Beieren. Eveneens werd hij bevriend met de latere keizer Ferdinand II, waardoor hij vanzelfsprekend goede banden had met het huis Habsburg
Na het overlijden van zijn vader in 1606 werd Johan graaf van Hohenzollern-Sigmaringen. In tegenstelling tot de tak van het huis Hohenzollern die het keurvorstendom Brandenburg bestuurden, was de tak Hohenzollern-Sigmaringen katholiek gebleven. Het graafschap Hohenzollern-Sigmaringen grensde echter aan het lutheraanse hertogdom Württemberg, waardoor het een prominente positie had in de escalerende godsdienststrijd. Johan smeekte daarom om hulp van het hertogdom Beieren, dat een leidende positie had in de Katholieke Liga. Tegelijkertijd werkte hij in München mee aan een administratieve hervorming van Beieren. Johan was eveneens lid van de Geheime Raad van het hertogdom Beieren en werd er de voorzitter van. Ook probeerde hij de houding van de paus en de keizer tegenover Beieren positief te beïnvloeden. Gunstig daarin was dat zijn broer Eitel Frederik als kardinaal de Katholieke Liga en de Duitse bisschoppen vertegenwoordigde in Rome. 
Het bondgenootschap met Maximiliaan I van Beieren en keizer Ferdinand II zorgde ervoor dat Johan in 1623 verheven werd in de rijksvorststand. Samen met graaf Johan George van Hohenzollern-Hechingen droeg hij voortaan de titel van vorst. Na het uitsterven van de linie Hohenzollern-Haigerloch in 1634 erfde Johan dit graafschap.  
De uitstekende financiële situatie van zijn vorstendom liet Johan toe om aanzienlijke gelddonaties te schenken aan kerken en kloosters en het Slot Sigmaringen verder om te bouwen. De gebeurtenissen tijdens de Dertigjarige Oorlog brachten daar verandering in. In 1630 begeleidde hij keurvorst Maximiliaan I van Beieren naar Regensburg, die daar de militaire leiding van de keizerlijke troepen nastreefde. Ook Hohenzollern-Sigmaringen werd door oorlogsverwoestingen getroffen. In 1632 werd het Slot Sigmaringen veroverd door Zweedse troepen, waarna het in 1633 heroverd werd door de keizerlijke troepen, maar bij de oorlogshandelingen was het kasteel in vlammen opgegaan. Samen met Maximiliaan ging Johan naar Braunau am Inn om de oorlogstoestanden te ontvluchten. 
Nadat Johan zich had teruggetrokken uit zijn diensten aan Maximiliaan I van Beieren, kreeg hij van de keurvorst de heerlijkheid Schwabegg toegewezen. Johan zelf bleef tot aan zijn dood in Beieren wonen; in maart 1638 stierf hij in München op 60-jarige leeftijd. Kort voor zijn overlijden was hij opgenomen in de Rijksvorstenraad en werd het eerstgeboorterecht in de mannelijke linie in Hohenzollern-Sigmaringen bevestigd.

## Huwelijk en nakomelingen
Op 30 juni 1602 huwde hij met zijn nicht Johanna (1581-1634), dochter van graaf Eitel Frederik I van Hohenzollern-Hechingen. Ze kregen drie kinderen:
- Meinrad I (1605-1681), vorst van Hohenzollern-Sigmaringen
- Maria (1606-1674), huwde eerst in 1625 met graaf Paul Andreas van Wolkenstein en daarna met vrijheer Rudolf George van Haßlang
- Sibylla Euphrosina (1607-1636), huwde eerst in 1622 met graaf George Willem van Helfenstein en daarna in 1628 met graaf Ernst Benno van Wartenberg